# Austin Lounge Lizards
Austin Lounge Lizards är ett country/bluegrass/folkrock-band från Austin, Texas, som bildades 1980. Bandmedlemmarna är grundarna Hank Card och Conrad Deisler, och de senare tillkomna; Tim Wilson och Kirk Williams.

## Medlemmar
Nuvarande medlemmar
- Hank Card – rytmgitarr
- Conrad Deisler – gitarr, mandolin
- Tim Wilson – violin, mandolin
- Kirk Williams – basgitarr

## Diskografi
Album
- Creatures From the Black Saloon (1984)
- The Highway Cafe of the Damned (1988)
- Lizard Vision (1991)
- Paint Me on Velvet (1993)
- Small Minds (1995)
- Employee of the Month (1998)
- Never an Adult Moment (2000)
- Strange Noises in the Dark (2004)
- The Drugs I Need (2006)
- Home & Deranged (2013)

EP
- Live Bait (1996)